# Pecluma pectinatiformis
Pecluma pectinatiformis är en stensöteväxtart som först beskrevs av Carl Axel Magnus Lindman, och fick sitt nu gällande namn av Michael Greene Price. Pecluma pectinatiformis ingår i släktet Pecluma och familjen Polypodiaceae. Inga underarter finns listade.